# برنگتسا
برنگتسا (به لهستانی:  Brenica) یک روستا در لهستان است که در گمینا لوبوخنگا واقع شده‌است.